# Nishi-Tokyo
Nishi-Tōkyō (西東京市?) è una città giapponese conurbata in Tokyo.

## Storia
La città fu fondata il 21 gennaio 2001. Prima di tale data, la zona era divisa in due città separate: Hoya e Tanashi; Hoya e Tanashi si sono unite in una città singola nel 2001. Il nome Nishi-Tokyo significa "West Tokyo". Al 1º marzo 2007 la città ha una stima della popolazione di 191.927 e la densità di 12,108.58 persone per km². La superficie totale è di 15,85 km².

## Geografia fisica
Nishi-Tokyo si trova al centro della regione geografica conosciuta come la Terrazza Musashino, ed è coperto con la formazione terriccio Kantō. Anche se appartiene ad una zona, Tama, con fornitura di acqua non potabile, la città ha una buona scorta d'acqua, grazie ai fiumi che attraversano la città - lo Shakujii, lo Shirako, lo Shin (affluente del fiume Shirako) e il Tamagawa Josui. Da est a ovest, la città è di circa 4,8 km (15.748 piedi) e dal sud al nord è di circa 5,6 km.